# Gustaf Kähr
AB Gustaf Kähr (Kährs) er en international svensk producent af gulve i træ og vinyl, som har hovedkvarter i Nybro, Småland. Virksomheden har over 1.000 ansatte.
Kährs blev etableret i 1857 af svenske Johan Fredrik Kähr og blev omstruktureret i 1919 af Johan Kährs barnebarn Gustaf Kähr til AB Gustaf Kähr. Virksomheden begyndte med produktion af træ-drejeartikler.